# Addie Joss
Adrian "Addie" Joss (12 de abril de 1880 – 14 de abril de 1911), apelidado de "The Human Hairpin," foi um jogador profissional de beisebol que atuou como arremessador na Major League Baseball (MLB). Arremessou pelo Cleveland Bronchos, mais tarde conhecidos como os Naps, entre 1902 e 1910. Joss, que tinha 1,90 e 83 kgs, arremessou o quarto jogo perfeito na história do esporte. Sua ERA de 1.89 na carreira é segundo mais baixo na história da MLB, atrás apenas de Ed Walsh.
Joss nasceu e cresceu em Wisconsin, onde estudou no St. Mary's College e na University of Wisconsin. Jogou beisebol no St. Mary e em uma liga semi-profissional onde chamou a atenção de Connie Mack. Joss não assinou com a equipe de Mack mas atraiu atenção de outros times das grandes ligas após vencer 19 jogos em 1990 com o Toledo Mud Hens, onde atuou bem também em 1901.
Estreou com o Cleveland em abril de 1902. Joss liderou a liga em shutouts naquele ano. Em 1905, Joss tinha completado o primeiro de quatro temporadas consecutivas com 20 vitórias. Fora de campo, Joss trabalhoy como cronista esportivo em um jornal de 1906 até à sua morte. Em 1908, Joss arremessou um jogo perfeito, o segundo na história da American League. Completou a façanha em apenas 74 arremessos, o menor número entre os jogos perfeitos documentados. Os fãs invadiram o campo. Após o jogo, Joss disse: "Eu nunca teria feito isso sem o trabalho em campo de Larry Lajoie e Stovall e sem a corrida de Birmingham. Walsh foi maravilhoso com seu splitter, e precisamos de dois strikes de sorte para vencer.":p.57
Em abril de 1911, Joss ficou doente e morreu no mesmo mês devido a meningite tuberculosa. Encerrou sua carreira com 160 vitórias, 234 jogos completos, 45 shutouts e 920 strikeouts. Embora Joss tenha jogado apenas nove temporadas e perdido significante tempo de jogo devido a várias doenças, o National Baseball Hall of Fame assinou uma resolução especial por Joss em 1977 que dispensava o tempo mínimo de 10 anos de carreira como jogador para a elegibilidade no Hall of Fame. Foi incluído no Hall of Fame pelo Veterans Committee em 1978.